# Poljski jezik
Poljski jezik (polj. język polski; ISO 639-3: pol) je službeni jezik Republike Poljske. Zajedno s češkim, slovačkim, lužičkosrpskim i drugim jezicima čini skupinu zapadnoslavenskih jezika. Njime se služi oko 50 000 000 ljudi, od čega 36 600 000 u Poljskoj (1986.).

## Narječja
- velikopoljsko narječje – Velikopoljska (sjeverozapadna unutarnja Poljska,
- mazursko narječje – Mazovija (sjeveroistok Poljske)
- malopoljsko narječje – Malopoljska (jugoistočna Poljska i središnja Poljska), zap. Ukrajina
- sjevernokreško narječje (sjeverni Kresy) – govore ga Poljaci u Litvi (okolica Vilniusa), Bjelorusiji (posebice sjeverozapad), u nekim klasifikacijama ga stavljaju s mazurskim
- južnokreško narječje (južni Kresy) – neki ga smatraju pidžinom poljskog i staroruskog jezika koji se govorio u Crvenoj Rusiji (današnja Galicija)
- kašupsko narječje (spor s Kašubima koji to smatraju svojim jezikom) – govori ga se u pokrajini Pomorje, zapadno od Gdanjska,
- šlesko narječje – govori se u središnjoj južnoj Poljskoj (neki ga smatraju posebnim jezikom)
- goralsko narječje – govor gorštačkog plemena na jugu Poljske i sjeveru Slovačke, uz poljsko-slovačku granicu; predmetom su sporenja o nacionalnoj pripadnosti (kasno razvijanje nacionalne svijest i opredjeljivanja), a spore se Poljska, Češka i Slovačka
- nova miješana narječja – narječja na repoloniziranim krajevima nakon drugog svjetskog rata na zapadu, sjeverozapadu, jugozapadu i sjeveroistoku današnje Poljske (karakteristike govora područja u poljskom zvanom Kresy, krajeva koja je pripojio SSSR nakon drugog svjetskog rata)

Izvan tradicionalnih šema se nalaze i gradska narječja, kao što su varšavsko narječje (danas je sačuvan u izvornom obliku samo u četvrti Prazi, koja se nalazi s druge strane Visle), poznanjsko narječje, ljodzsko narječje i lavovsko narječje, zatim nekolicina strukovnih narječja i sociolekta, od kojih je najpoznatija grypsera.

## Fonologija

### Samoglasnici
Poljski jezik ima 8 samoglasnika.
|           | prednji | prednji | srednji | stražnji | stražnji |
| --------- | ------- | ------- | ------- | -------- | -------- |
| oralni    | nazalni | oralni  | srednji | nazalni  |          |
| zatvoreni | i       |         | ɨ       | u        |          |
| srednji   | ɛ       | ɛ̃       |         | ɔ        | ɔ̃        |
| otvoreni  |         |         | a       |          |          |

### Suglasnici
Poljski ima 27 suglasničke foneme i 2 polusamoglasnika.
|                   | bilabijalni | labio- dentalni | alveolarni | prednjo- tvrdonepčani | stražno- tvrdonepčani | palatalni | velarni |
| ----------------- | ----------- | --------------- | ---------- | --------------------- | --------------------- | --------- | ------- |
| ploziv            | p b         |                 | t d        |                       |                       |           | k g     |
| slivenik          |             |                 | ts dz      | tɕ dʑ                 | tʃ dʒ                 |           |         |
| nazal             | m           |                 | n          | ɲ                     |                       |           | ŋ       |
| vibrant           |             |                 | r          |                       |                       |           |         |
| frikativ          |             | f v             | s z        | ɕ ʑ                   | ʃ ʒ                   |           | x       |
| lateral           |             |                 | l          |                       |                       |           |         |
| polu- samoglasnik | w           |                 |            |                       |                       | j         |         |

## Pismo
Poljski jezik upotrebljava latinicu.
| А | Ą | B | C | Ć | D | E | Ę | F | G | H | I | J | K | L | Ł | M | N | Ń | O | Ó | P | Q | R | S | Ś | T | U | V | W | X | Y | Z | Ź | Ż |
| а | ą | b | c | ć | d | e | ę | f | g | h | i | j | k | l | ł | m | n | ń | o | ó | p | q | r | s | ś | t | u | v | w | x | y | z | ź | ż |

Sljedeća tablica prikazuje slova poljske latinice, glasove poljskog jezika i njihove približne hrvatske ekvivalente:
| Poljsko slovo    | Glas          | Približni glas u hrvatskom | Primjer         | Napomene |
| ---------------- | ------------- | -------------------------- | --------------- | --- |
| a                | [a]           | a                          | adres (adresa)  | uvijek kratko a |
| ą                | [ɔ̃]           | --                         | wąż (zmija)     | nazalni (nosni) o, kao u francuskom bon |
| b                | [b]           | b                          | bar             | |
| c                | [ts]          | c                          | cukier (šećer)  | ispred slova i izgovara se ć |
| ć                | [tɕ]          | ć                          | ćwierć (četvrt) | ispred samoglasnika piše se ci: npr. cielę (tele)                                                                                               |
| d                | [d]           | d                          | dom (kuća)      | |
| e                | [ɛ]           | e                          | efekt           | uvijek kratko e |
| ę                | [ε̃]           | --                         | język (jezik)   | nazalni (nosni) e, kao u francuskom saint |
| f                | [f]           | f                          | fragment        | |
| g                | [g]           | g                          | głos (glas)     | |
| h                | [x]           | h                          | humor           | |
| i                | 1. [i] 2. [ʲ] | i                          | imię (ime)      | 1. uvijek kratko i 2. koristi se za označavanje prethodnog suglasnika kao mekog, ne izgovara se između suglasnika i samoglasnika: imię = [imʲɛ] |
| j                | [j]           | j                          | ja              | |
| k                | [k]           | k                          | kasa            | |
| l                | [l]           | l                          | legenda         | |
| ł                | [w]           | --                         | łyżka (žlica)   | neslogotvorno u kao u europa ili kao w u engleskom why                                                                                          |
| m                | [m]           | m                          | maj             | |
| n                | [n]           | n                          | noga            | |
| ń                | [ɲ]           | nj                         | koń (konj)      | ispred samoglasnika piše se ni: npr. nie (ne)                                                                                                   |
| o                | [ɔ]           | o                          | konto           | uvijek kratko o |
| ó                | [u]           | u                          | sól (sol)       | uvijek kratko u |
| p                | [p]           | p                          | pas             | |
| q                | [p]           | k                          | quiz            | samo posuđenice |
| r                | [r]           | r                          | ręka (ruka)     | uvijek neslogotvrono r, npr. litr (litra) je jednosložna riječ                                                                                  |
| s                | [s]           | s                          | bas             | |
| ś                | [ɕ]           | lišće                      | śliwa (šljiva)  | meko (palatalizirano) š ispred samoglasnika piše se si: npr. siedem (sedam)                                                                     |
| t                | [t]           | t                          | tenis           | |
| u                | [u]           | u                          | suma            | uvijek kratko u |
| v                | [v]           | v                          | via             | samo posuđenice |
| w                | [v]           | v                          | waga            | |
| x                | [ks]          | ks                         | xenia           | samo posuđenice |
| y                | [ɨ]           | --                         | syn (sin)       | kao y u engleskom Harry |
| z                | [z]           | z                          | zebra           | |
| ź                | [ʑ]           | --                         | źle (zlo)       | meko (palatalizirano) ž ispred samoglasnika piše se zi: npr. zima ([ʑima])                                                                      |
| ż                | [ʒ]           | ž                          | żaba            | |
| Poljski dvoslovi | Glas          | Približni glas u hrvatskom | Primjer         | Napomene |
| ch               | [x]           | h                          | dach (krov)     | |
| cz               | [tʃ]          | č                          | Czech           | |
| dz               | [dz]          | otac bi                    | dzwon (zvon)    | zvučno c |
| dź               | [dʑ]          | đ                          | dźwig (kran)    | ispred samoglasnika piše se dzi: npr. dziewięć (devet)                                                                                          |
| dż               | [dʒ]          | dž                         | dżungla         | |
| rz               | [ʒ]           | ž                          | rzecz (stvar)   | |
| sz               | [ʃ]           | š                          | szkoła          | |

## Vanjske poveznice
- Osnovni hrvatsko-poljski frazeološki rječnik  Arhivirana inačica izvorne stranice od 4. rujna 2014. (Wayback Machine)
- Ethnologue (14th)
- Ethnologue (15th)
- Učenje poljskoga online
- Wikipedija na poljskome jeziku
- Poljski rječnik
- Gramatika poljskog jezika, na poljskom i engleskom  Arhivirana inačica izvorne stranice od 25. rujna 2006. (Wayback Machine)